# 92a Brigada Mixta (Exèrcit Popular de la República)
La 92a Brigada Mixta va ser una unitat de l'Exèrcit Popular de la República creada durant la Guerra Civil Espanyola. Va arribar a operar en els fronts d'Andalusia, Terol, Llevant i Extremadura, i va tenir una actuació destacada durant la contesa.

## Historial
La unitat va ser creada al març de 1937, a Andújar, a partir de tres batallons de milícies. Si bé al principi va emprar la numeració «75», amb posterioritat seria reanomenada com a «92». El comandament encomanat al comandant d'infanteria Carlos García Vallejo, que al llarg de 1937 seria substituït pels comandants d'infanteria Antonio Máximo Ludeña, Nicolás Bellido Borrás i Celestino García-Miranda. Poc després de la seva creació, a l'abril la brigada va ser assignada a la 20a Divisió, amb caserna general a Andújar.
La 92a BM va romandre situada al front de Còrdova fins a començaments de desembre de 1937, quan va ser enviada al front de Terol i agregada a la 70a Divisió del XVIII Cos d'Exèrcit. El 16 de desembre va entrar en acció en el sector de Campillo, participant en l'ofensiva republicana contra la capital turolense. Al febrer de 1938 es trobava situada en el front del riu Alfambra, on les seves unitats es van distingir amb sort desigual: situada al Vèrtex, un dels seus batallons es va retirar en desbandada davant el perill de cèrcol, mentre que el seu 367è batalló va mantenir les seves posicions amb duresa.

## Comandaments
Comandants
- Comandant d'infanteria Carlos García Vallejo;
- Comandant d'infanteria Antonio Máximo Ludeña;
- Comandant d'infanteria Nicolás Bellido Borrás;
- Comandant d'infanteria Celestino García-Miranda;
- Major de milícies Tomás Centeno Sierra;[4]

Comissaris
- Fernando Alloza Villagrasa;
- Melecio Álvarez Garrido, de la CNT;[5]
- Diego Pastor Alonso, del PCE;[6]